# Partito Democratico Popolare (Bhutan)
Il Partito Democratico Popolare (in lingua dzongkha: མི་སེར་དམངས་གཙོའི་ཚོགས་པ་, in traslitterazione Wylie: mi-ser dmangs-gtsoi tshogs-pa) è un partito politico bhutanese di orientamento liberale e progressista fondato nel 2007 da Sangay Ngedup.
Dal 2013 è guidato da Tshering Tobgay, primo ministro dal gennaio 2024, e in precedenza dal 2013 al 2018.

## Risultati elettorali
| Anno      | Voti        | Voti          | Seggi   |
| Anno      | Primo turno | Secondo turno | Seggi   |
| --------- | ----------- | ------------- | ------- |
| 2008      | 83 522      | 83 522        | 2 / 47  |
| 2013      | 68 650      | 138 760       | 32 / 47 |
| 2018      | 92 722      | 172 268       | 0 / 47  |
| 2023-2024 | 133 217     | 179 652       | 30 / 47 |